# Füredi Ignác
Füredi Ignác, 1883-ig Führer (Ladmóc, 1837. augusztus 15. – Budapest, Józsefváros, 1909. január 16.) író, pedagógus. Füredi Mór ügyvéd, újságíró apja.

## Életútja
Református iskolába és héderbe egyidejűleg járt, majd a dunaszerdahelyi, kismartoni, pozsonyi és nikolsburgi jesivákban tanult, 1858-ban pedig a pesti katolikus tanítóképzőt végezte el. 1862-ben Sátoraljaújhelyen lett tanító a zsidó népiskolánál, majd 1872-ben a budapesti Országos Izraelita Tanítóképző Intézetben lett tanár. Ő fordította le kilenc kötetben a Machzor-t és a Szidur-t, azonkívül franciából Rousseau Emile-jét. Számos kitűnő tankönyvet és iskolai szótárt is írt. Írt magyar nyelvtant német nyelven, magyarul pedig héber, német és francia nyelvkönyveket, történelmi, földrajzi, természetrajzi és számtani tankönyveket, azonkívül az első idegen szavak szótárát Közhasznú idegen szótár címen (1891), valamint a Magyar nyelvhibák javító és magyarázó szótára című munkát (1902).
Házastársa Zafir Katalin (1839–1920) volt.

## Főbb művei
- Kisebb és nagyobb világtörténet (Budapest, 1877–79)
- Báró Manx kalandjai és Bőrharisnya (elbeszélés, Budapest, 1887)
- Teljes héber-magyar Machzor (Budapest, 1889)
- Közhasznú idegen szótár (a szószármazás és kiejtés megjelölésével (Budapest, 1892)
- Magyar nyelvhibák javító és magyarázó szótára (Budapest, 1902)